# Nagoya
Nagoya (名古屋市 (Danh Cổ Ốc thị) Nagoya-shi) là thủ phủ của tỉnh Aichi, Nhật Bản. Đây thành phố lớn thứ tư (vùng đô thị lớn thứ ba) và là thành phố phồn vinh thứ ba ở Nhật Bản, cũng là một trong 15 đô thị quốc gia.

## Tên gọi
Tên của thành phố đã được lịch sử viết như 那古野 hoặc 名护屋 (đọc như Nagoya). Một từ nguyên thể cho tên của thành phố là tính từ nagoyaka (なごやか) có nghĩa là "hòa bình".
Tên Chukyō (中京 (Trung Kinh)) cũng được sử dụng (Chu (giữa) + kyō (kinh đô)), vì nó là thành phố chính của vùng Chubu trung tâm. Những điều khác nhau được đặt tên sau khi Chukyo, ví dụ như khu vực Chukyo công nghiệp, Chukyo Metropolitan Area, Chukyo truyền hình phát thanh truyền hình, Đại học Chukyo và Trường đua ngựa Chukyo

## Lịch sử

### Thời kì đầu

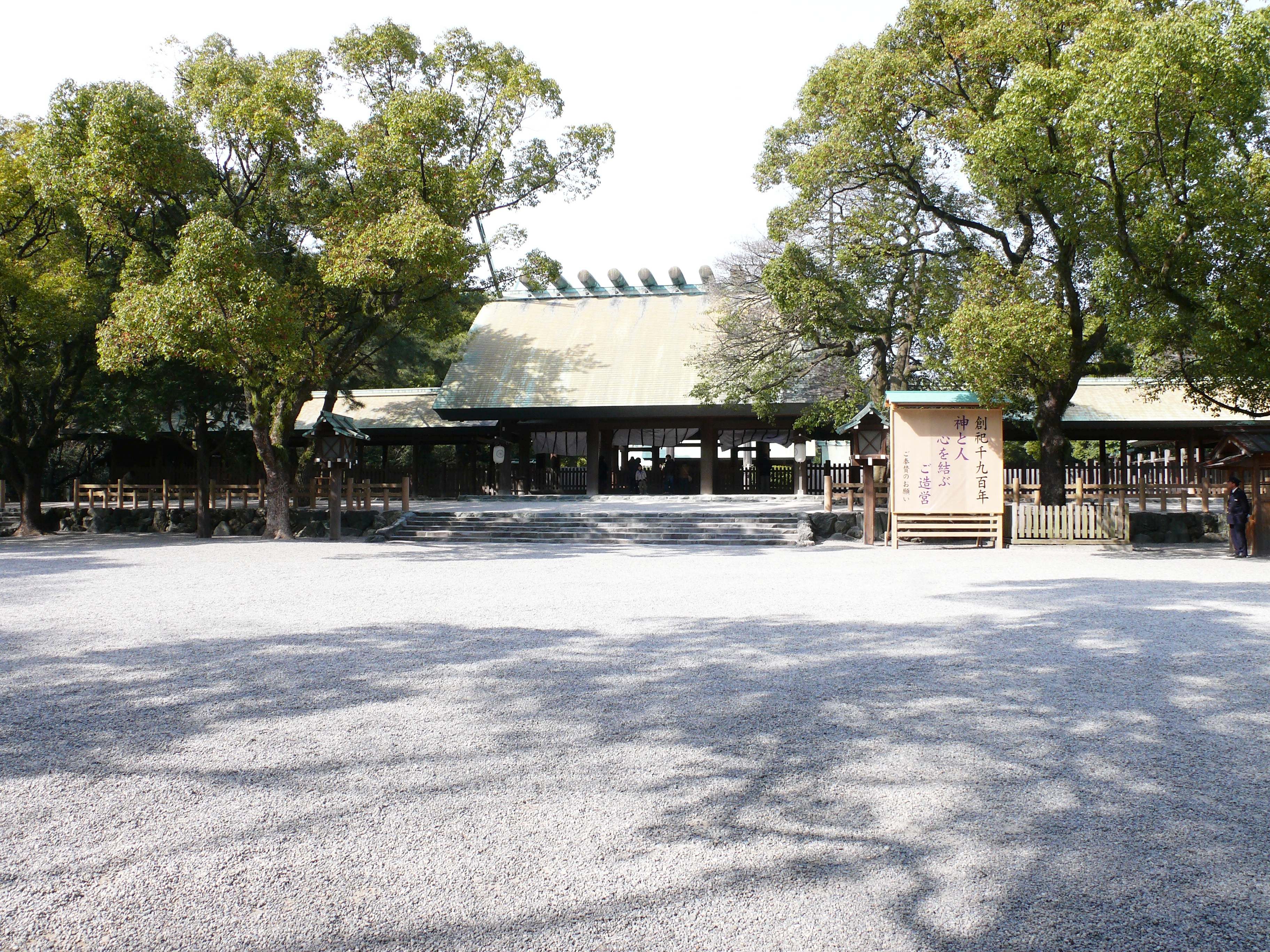
Đền Atsuta lớn, mà ngày trở lại c. 100 CE và nhà thánh gươm Kusanagi, một trong những đế chế thần khí của Nhật Bản

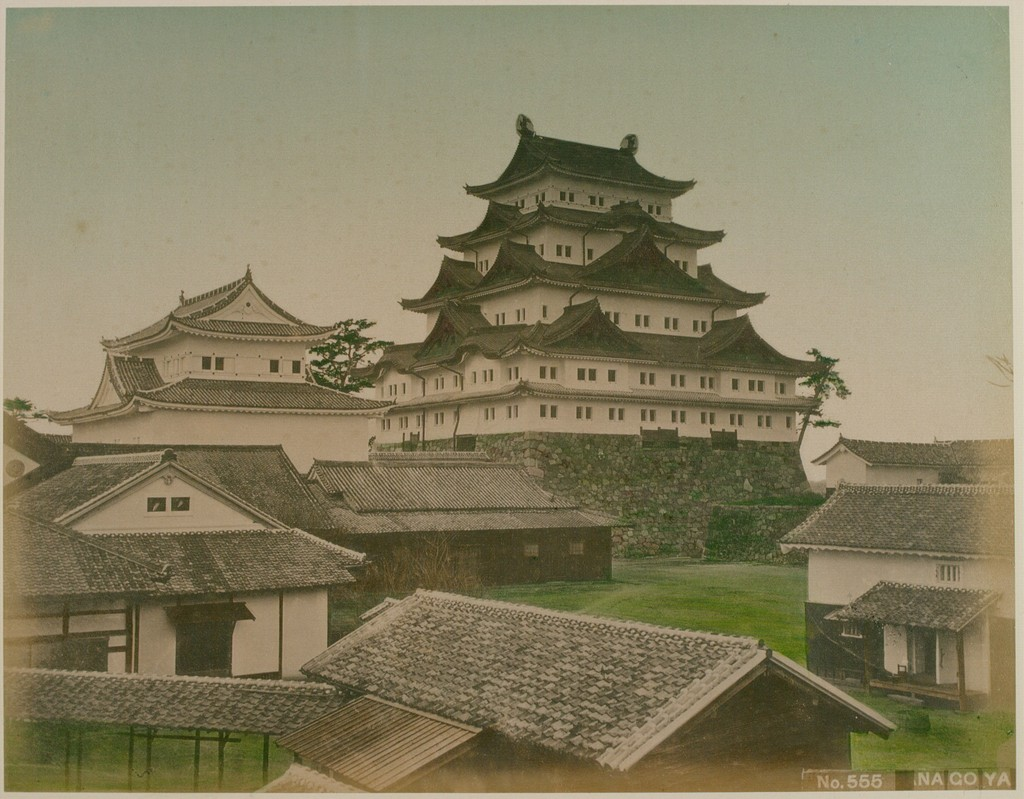
Lâu đài Nagoya được xây dựng như trụ sở của chi nhánh Owari của phán quyết tộc Tokugawa

Oda Nobunaga và bảo trợ của Toyotomi Hideyoshi và Tokugawa Ieyasu là lãnh chúa đầy sức mạnh ở khu vực Nagoya người dần dần thành công trong việc thống nhất Nhật Bản.
Năm 1610, Tokugawa Ieyasu dời đô của tỉnh Owari từ Kiyosu khoảng bảy cây số đến một vị trí chiến lược tại Nagoya ngày nay.

### Thời Tokugawa
Lâu đài Nagoya, một lâu đài lớn mới, được xây dựng một phần từ nguyên liệu lấy từ Kiyosu Lâu đài Trong quá trình xây dựng, toàn bộ thị trấn của khoảng 60.000 người, trong đó có đền, miếu, di chuyển từ Kiyosu đến mới, thị xã có kế hoạch xung quanh Nagoya Lâu đài. [4] vào khoảng thời gian không xa, đền Atsuta cổ đại được thiết kế như một trạm cách gọi Miya (đền) trên Tōkaidō quan trọng, một con đường liên kết hai thủ đô của Kyoto và Edo (nay là Tokyo). Một thị trấn do đó phát triển xung quanh đền thờ để hỗ trợ du khách. Sự kết hợp của những lâu đài và đền thờ hai thị trấn hình thành những gì chúng ta gọi Nagoya.

### Thời kì công nghiệp hóa
Thông qua những năm tiếp theo Nagoya đã trở thành một trung tâm công nghiệp của khu vực xung quanh. Lĩnh vực kinh tế của nó bao gồm các đồ gốm nổi tiếng của thành phố Tokoname, Tajimi và Seto, cũng như Okazaki, một trong những nơi duy nhất mà thuốc súng đã được sản xuất theo Mạc phủ. Các ngành công nghiệp khác trong khu vực bao gồm bông và búp bê cơ khí phức tạp được gọi là karakuri ningyo.
Một phần của những nỗ lực hiện đại hóa của Minh Trị Duy Tân đã nhìn thấy một cơ cấu lại các tỉnh của Nhật Bản vào tỉnh và chính phủ thay đổi từ chế độ gia đình với các quan chức chính phủ. Nagoya đã được công bố một thành phố trên 01 Tháng 10 năm 1889, và được một thành phố ngày 01 tháng 9 năm 1956 bởi sắc lệnh của chính phủ.

### Thế chiến II và kỷ nguyên hiện đại
Nagoya là mục tiêu của các cuộc tấn công không quân Mỹ trong Chiến tranh thế giới thứ hai, bắt đầu từ ngày 18 tháng 4 năm 1942, với một cuộc tấn công trên một máy bay Mitsubishi Công trình, kho dầu Matsuhigecho, Lâu đài doanh trại quân đội Nagoya, và cuộc chiến tranh ngành công nghiệp nhà máy Nagoya. Vụ đánh bom của Nagoya trong chiến tranh Thế giới II tiếp tục qua mùa xuân năm 1945, và bao gồm nhiều vụ đấnh bom xăng quy mô lớn. Lâu đài Nagoya, mà đã được sử dụng như một chỉ huy quân sự, bị trúng và phá hủy phần lớn vào ngày 14 tháng 5 năm 1945. Việc tái thiết tòa nhà chính được hoàn thành vào năm 1959.
Trong năm 1959, thành phố bị ngập lụt và thiệt hại nặng sau Cơn bão Ise-wan.

## Cảnh quan

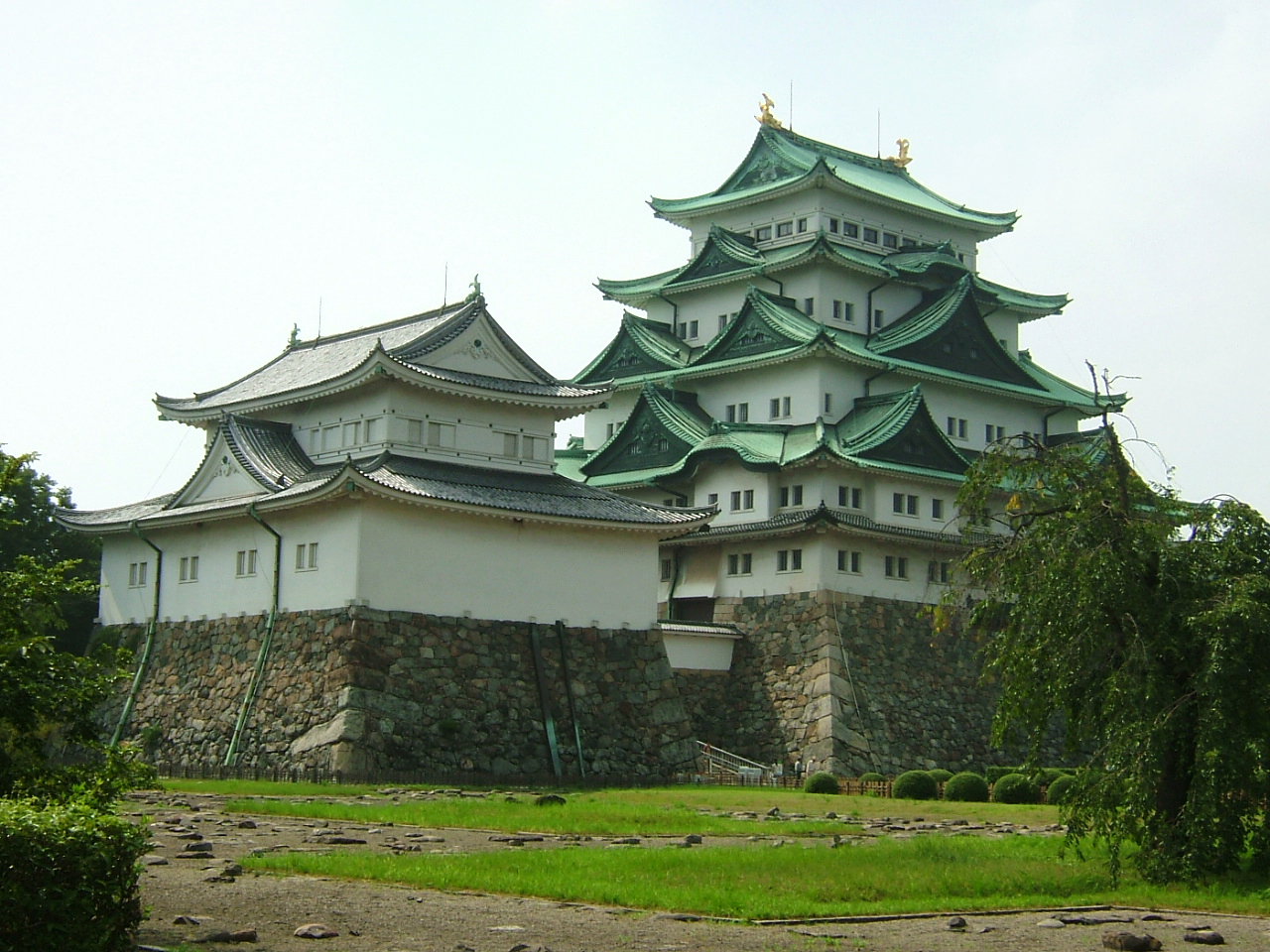
Thành Nagoya

Một trong những cảnh quan nổi tiếng ở Nagoya là Thành Nagoya (名古屋城 Nagoya-jō) và Đền Atsuta (熱田神宮 Atsuta Jingū).

### Thành Nagoya
Thành Nagoya được xây dựng vào năm 1612. Toà thành được phục hồi vào năm 1959, do đã bị phá huỷ phần lớn trong Chiến tranh thế giới thứ hai, và nhiều tiện nghi hiện đại được bổ sung trong lúc phục hồi, ví dụ như thang máy. Thành Nagoya rất nổi tiếng với hai con cá kình bằng vàng (金の鯱 Kin no Shachihoko) trên mái nhà. Chúng thường được dùng làm biểu tượng cho Nagoya.

### Đền Atsuta
Đền Atsuta là điện thờ nghiêm trang, tôn kính thứ nhì ở Nhật. Nó lưu giữ thanh kiếm Kusanagi (草薙神剣 Kusanagi no mitsurugi), một trong 3 biểu trưng cho hoàng gia Nhật. Điện thờ tổ chức gần 70 lễ hội mỗi năm, và có rất nhiều người đến thăm viếng đền. Trong điện thờ cũng có hơn 4.400 bảo vật quốc giạ tượng trưng cho 2.000 năm lịch sử của ngôi điện thờ này.
Những điểm tham quan hiện đại có thể kể đến Tháp truyền hình Nagoya và toà tháp trung tâm của Công ty Đường sắt Nhật Bản ở nhà ga Nagoya.

## Dân số
Năm 2010, dân số thành phố là 2.258.804 người, mật độ dân số 6.920 người/km² (tổng diện tích 326,45 km²). Diện tích tổng thành quy mô đến tận tỉnh Mie và Gifu, với tổng dân số 9 triệu người, chỉ thua Osaka và Tokyo.

## Giao thông

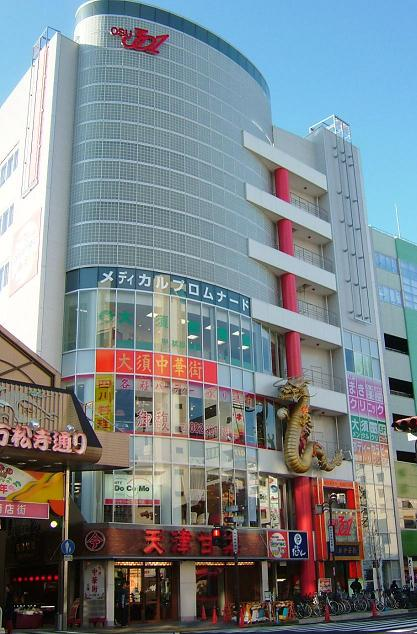
Khu thương mại trung tâm Osu ở Nagoya

Nagoya có sân bay quốc tế Chubu ở thành phố Tokoname và sân bay Nagoya nằm ở Komaki và Kasugai. Vào ngày 17 tháng 2 năm 2005, tất cả những chuyến bay thương mại đến sân bay Nagoya (trừ các chuyến bay của hãng J-Air) đã chuyển về sân bay trung tâm Chubu.
Nhà ga Nagoya là nhà ga xe lửa trên mặt đất lớn nhất thế giới.
Hãng Đường sắt Nagoya và Đường sắt Điện lực Kinki Nhật Bản luôn cung cấp các chuyến tàu tới các điểm vùng Tokai và vùng Kansai. Thành phố này cũng có ga tàu điện ngầm Nagoya.

## Kinh tế

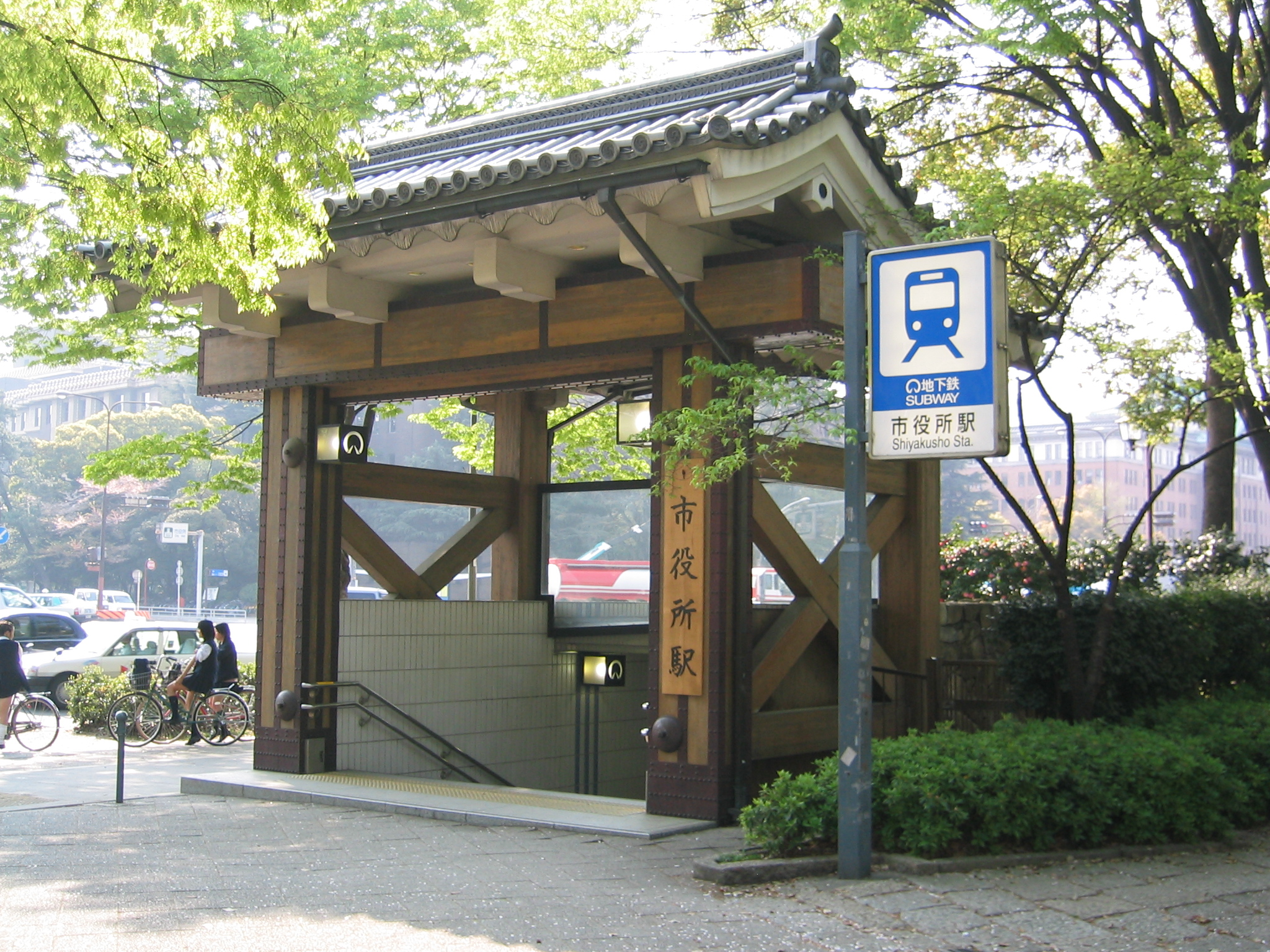
Lối vào ga tàu điện ngầm Shiyakusho

Ngành công nghiệp chính của Nagoya là công nghiệp ôtô. Rất nhiều công ty sản xuất ôtô của Nhật đều đặt ở Nagoya, giống như ở Mỹ các nhà sản xuất ôtô đều đặt ở Detroit. Tổng hành dinh công ty Toyota đặt ở thành phố lân cận. Tổng công ty bánh kẹo Nhật Bản Marukawa cũng đặt ở Nagoya, rồi công ty đồ gốm Noritake.
Tỷ trọng các hoạt động kinh tế trong Tổng sản phẩm quốc nội (GDP) năm 2005 như sau:
- Dịch vụ 26%
- Bán buôn và bán lẻ 20,2%
- Chế tạo 12,3%
- Hàng hải và Viễn thông 10,4%
- Bất động sản 9,8%
- Xây dựng 5,8%
- Tài chính và bảo hiểm 5,4%
- Khác 3,7%

World Expo 2005, hay Aichi Expo được tổ chức trên những khu đồi phía đông Nagoya, thuộc thành phố lân cận Nagakute và Seto. Sự kiện này diễn ra từ 25 tháng 3 đến 25 tháng 9 năm 2005.